# Phú Quốc

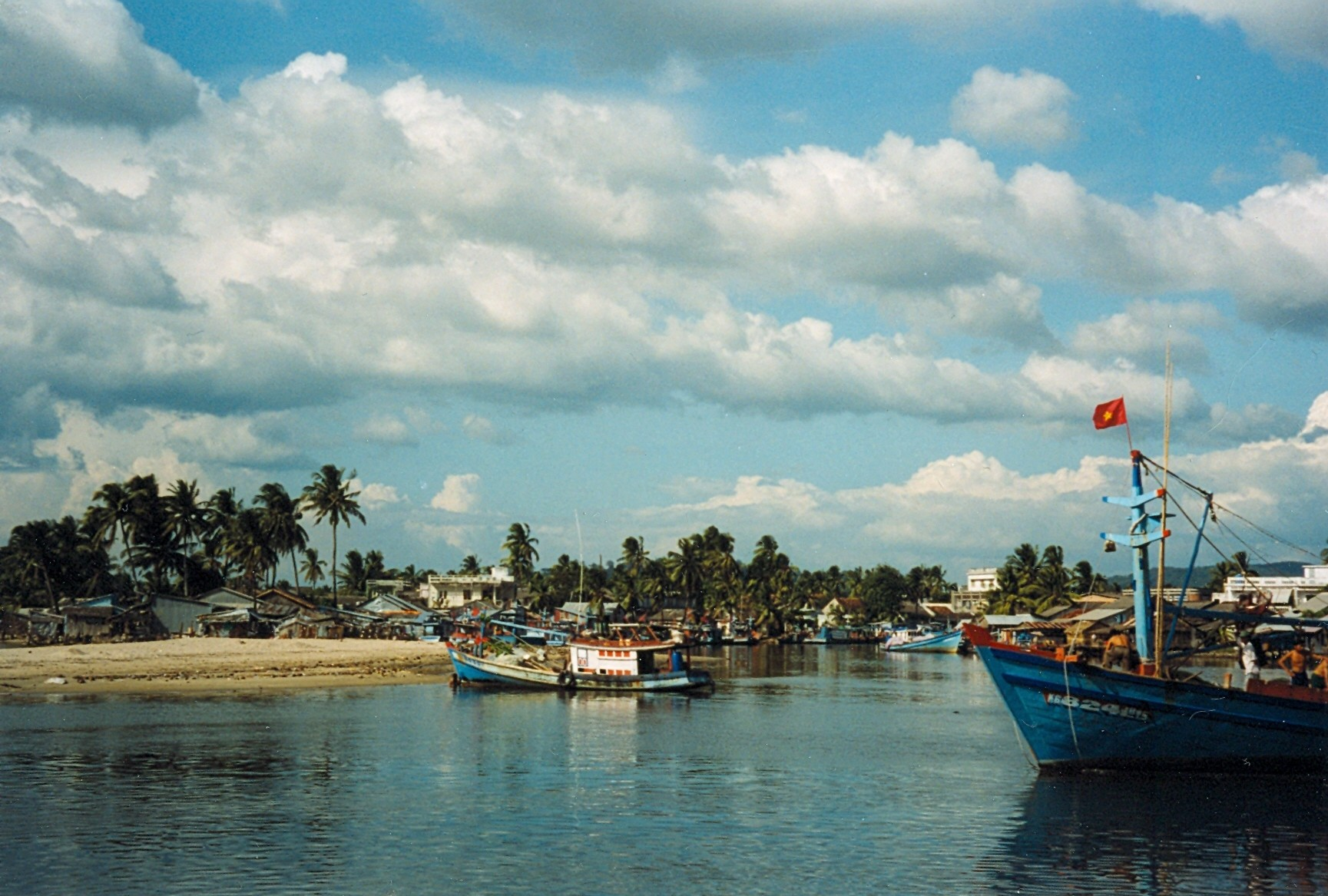
Cidade de Dương Đông

Phú Quốc (em língua khmer, Koh Trâl) é a maior ilha do Vietnã, na parte oriental do golfo da Tailândia. Faz parte da província de Kiên Giang e de um arquipélago de 22 ilhas. Tem 585 km² de área e 50 km de comprimento. Está 40 km a oeste de Hà Tiên, a localidade do Vietnã mais próxima.
É chamada de "ilha esmeralda" pelos seus tesouros naturais e potencial turístico e ambiental. É célebre pela gastronomia, sobretudo pela qualidade e aroma do molho de peixe feito com um pequeno peixe chamado cá cơm, com grande conteúdo proteico. É acessível a partir do sul do Vietnã e também do Camboja.
A soberania sobre a ilha tem sido objeto de litígio entre Camboja e Vietnã. Uma minoria khmer habita no norte da ilha.
A ilha é servida pelo Aeroporto Internacional Phu Quoc